# Урские арфы

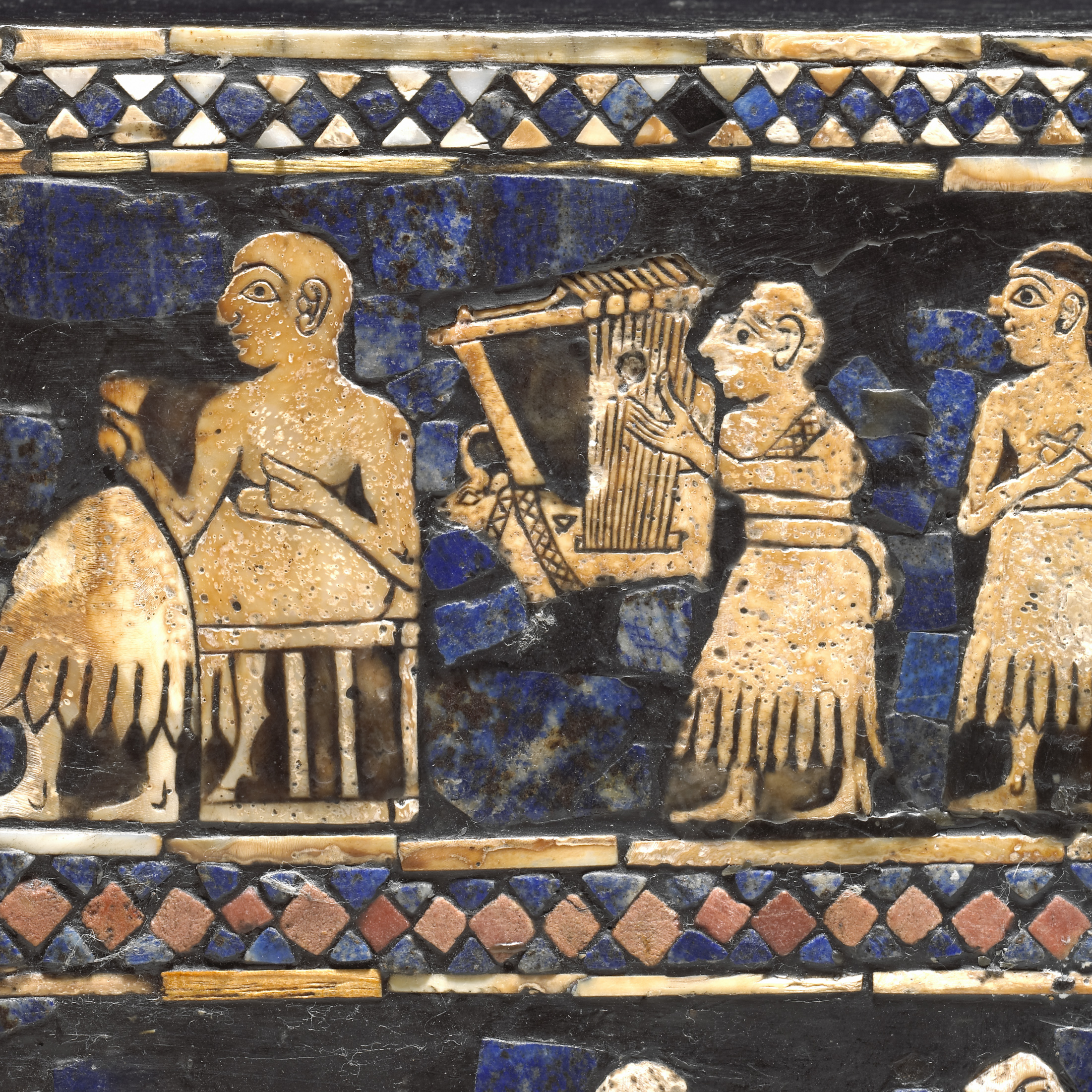
Изображение лиры на Штандарте войны и мира

Урские арфы — древнейшие струнные инструменты, известные исторической науке. Фрагменты трёх лир и одной арфы были обнаружены при раскопках в Уре экспедицией Л. Вулли в 1929 году. Им не менее 4500 лет. Артефакты были отреставрированы и распределены по музеям:
- Наиболее примечательна «Золотая лира Ура» (Golden Lyre of Ur), другое название «Бычья лира» (Bull's Lyre), происходящая из «царской гробницы». Она была передана Леонардом Вулли в Национальный музей Ирака и практически погибла во время последней Иракской войны[2];
- Двумя другими лирами владеет Британский музей. Одна из них с позолоченной головой быка — «Лира королевы» (Queen’s Lyre)[3], вторая — «Серебряная лира» (Silver lyre)[4];
- «Лира Ура с головой быка» (Bull Headed Lyre of Ur) хранится в Музее археологии и антропологии Пенсильванского университета.

## Галерея

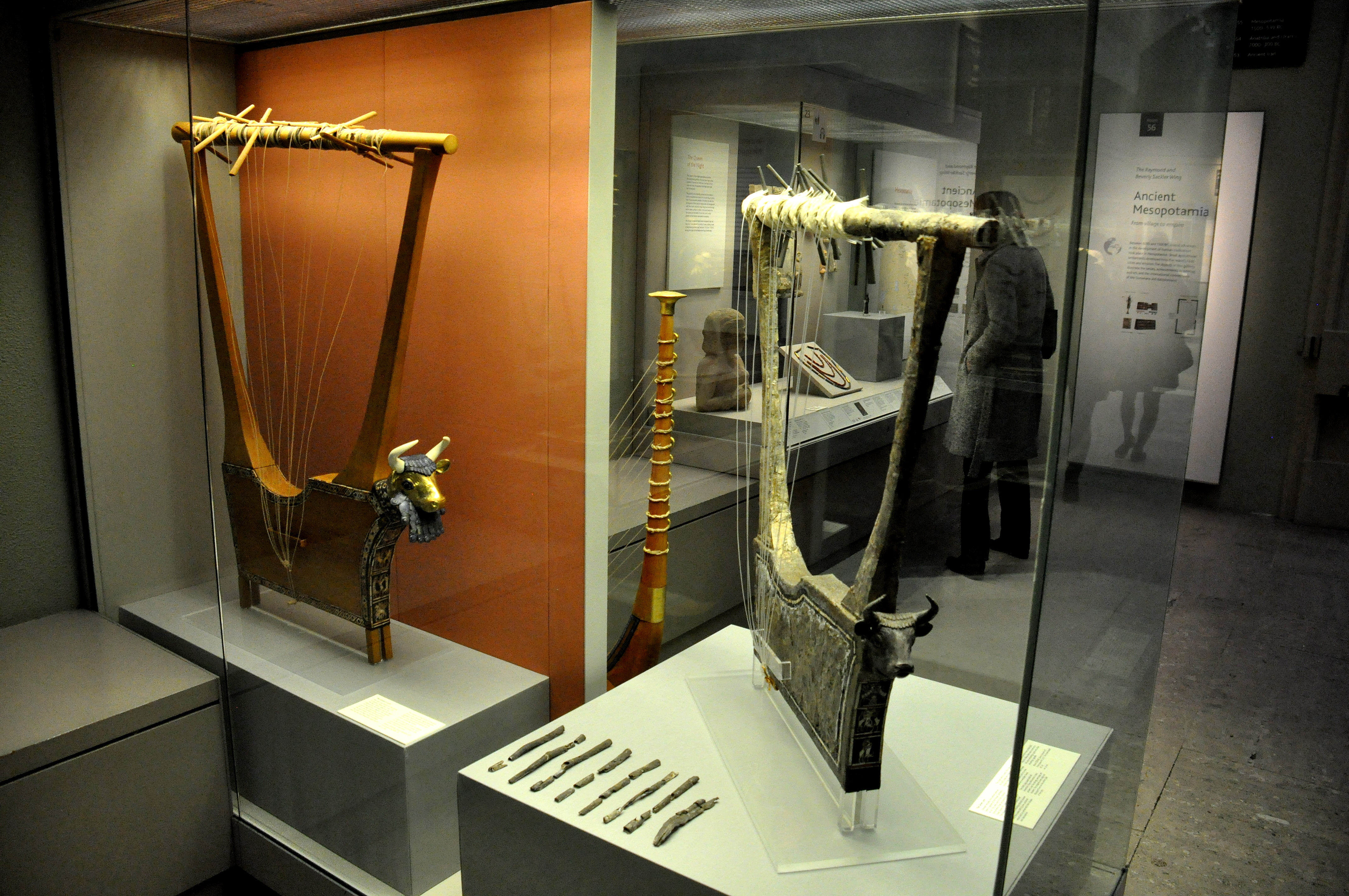
Лира королевы и серебряная лира с Королевского кладбища в Уре, южная Месопотамия, Ирак. Британский музей, Лондон.
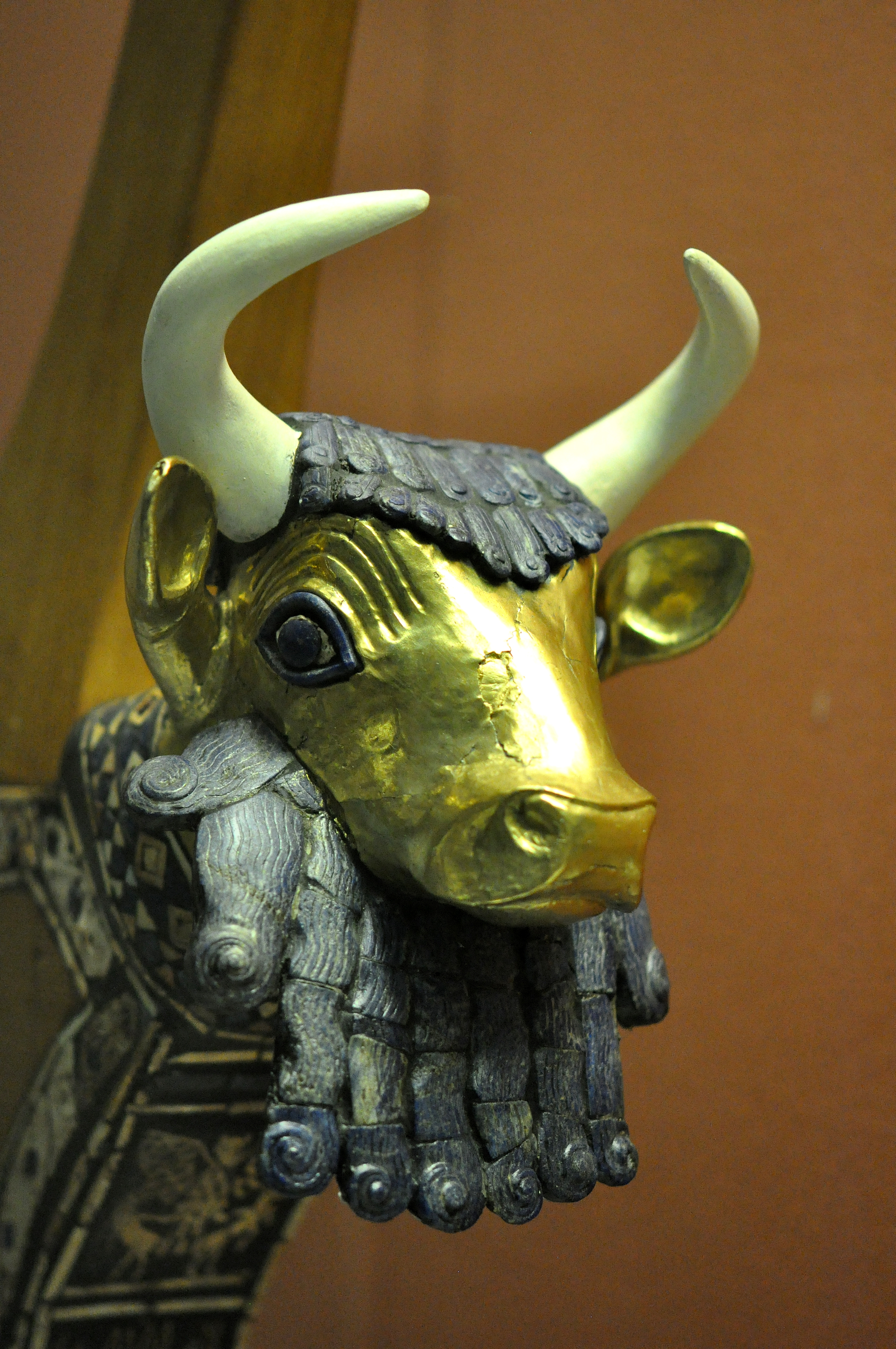
Бычья голова лиры королевы из могилы Пуаби PG 800, Королевское кладбище в Уре, Южная Месопотамия, Ирак. британский музей
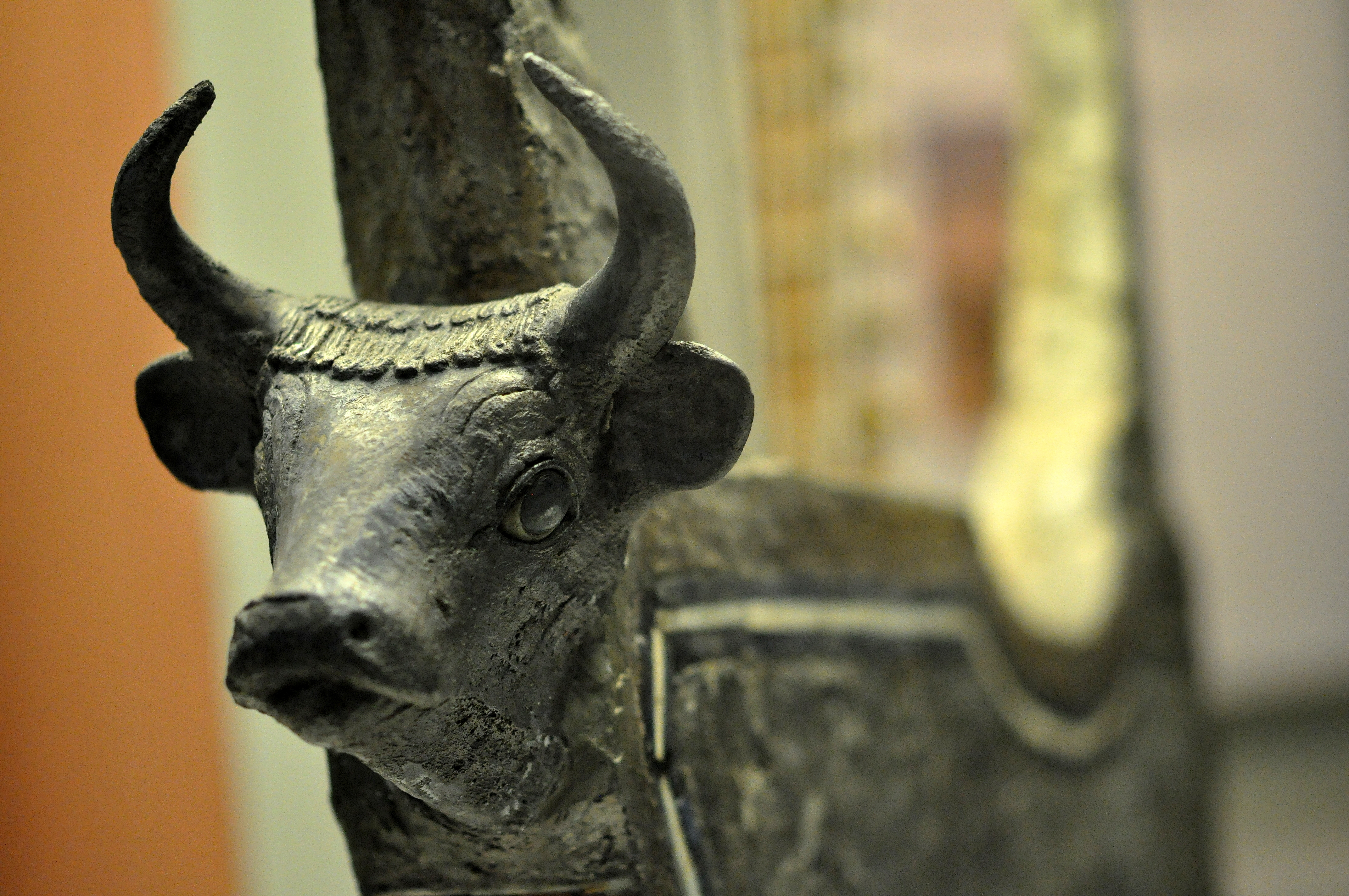
Коровья голова Серебряной лиры из Большой ямы смерти на Королевском кладбище, Ур, южная Месопотамия, Ирак. Британский музей, Лондон
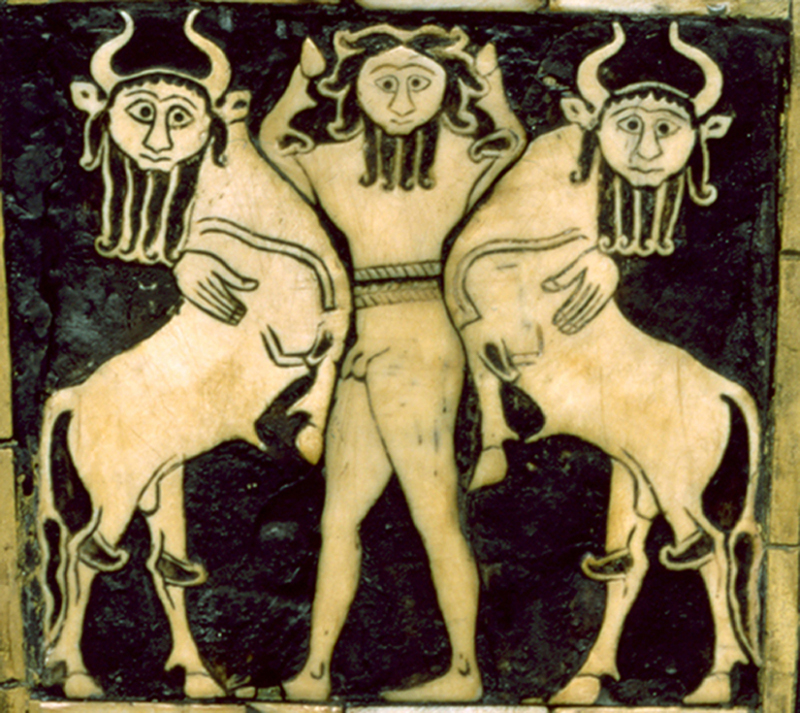
Мотив мастера животных в панели деки арфы
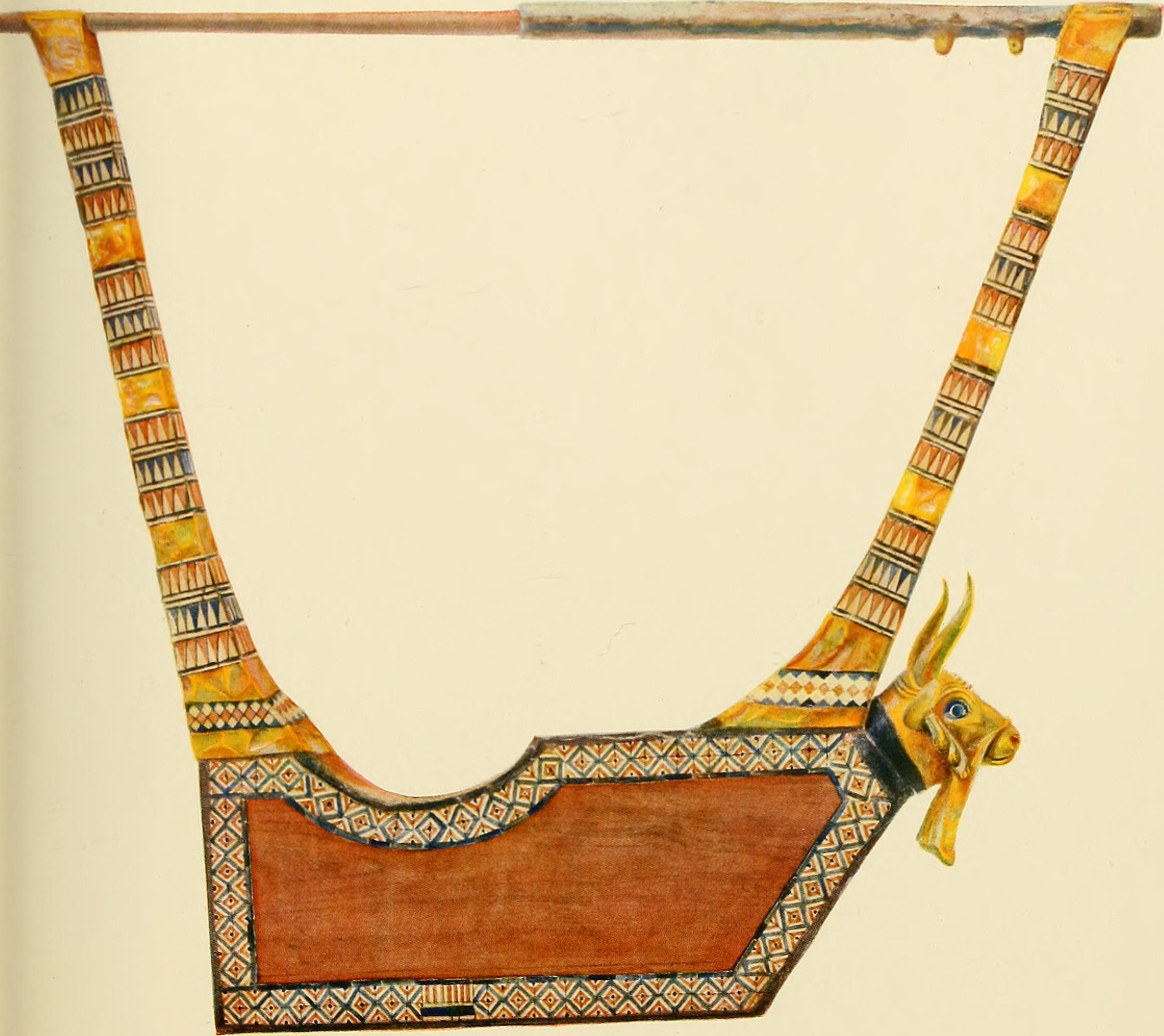
Лира королевы из опубликованного отчёта Вули
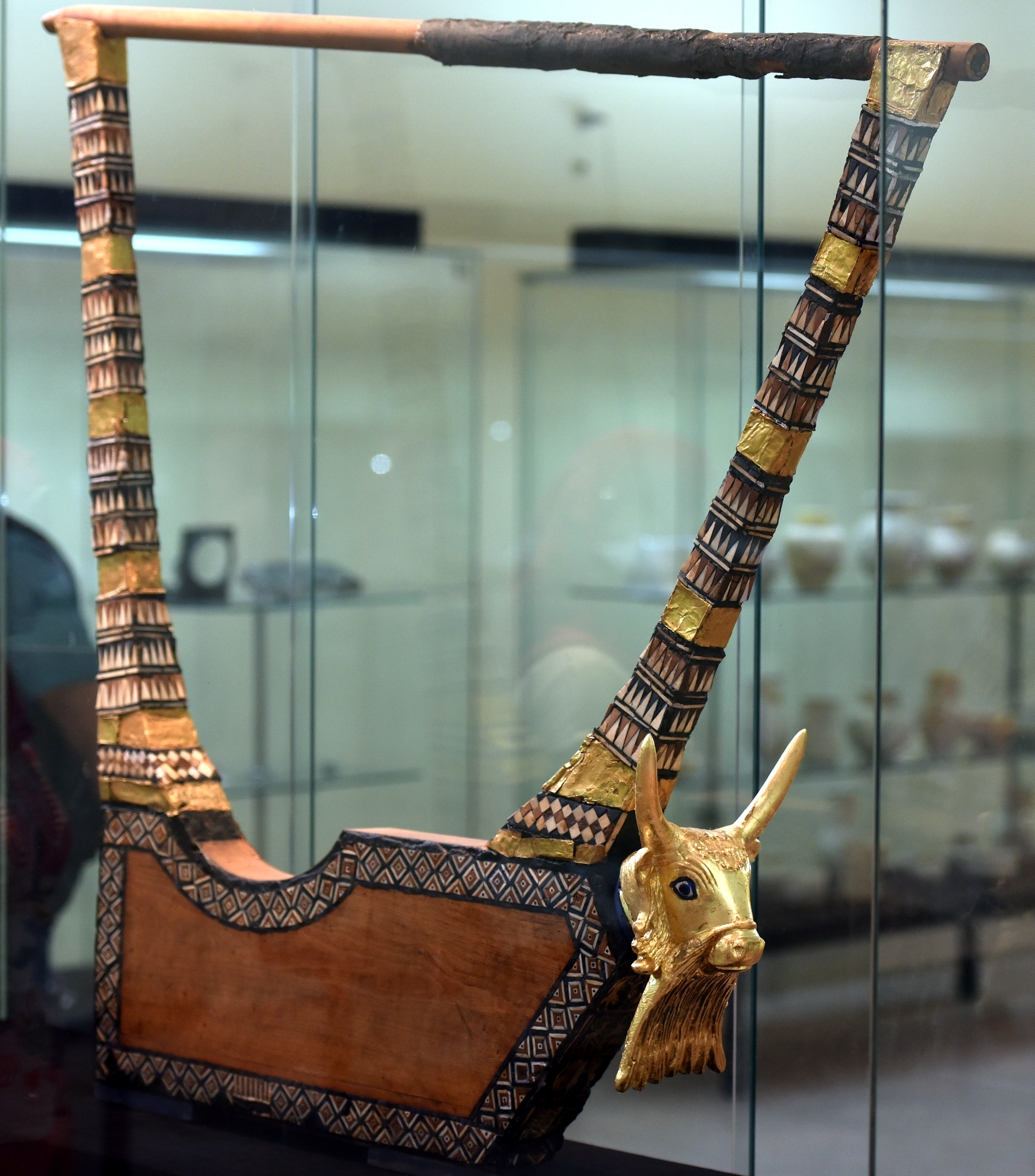
Золотая лира королевы с Королевского кладбища в Уре. Музей Ирака, Багдад
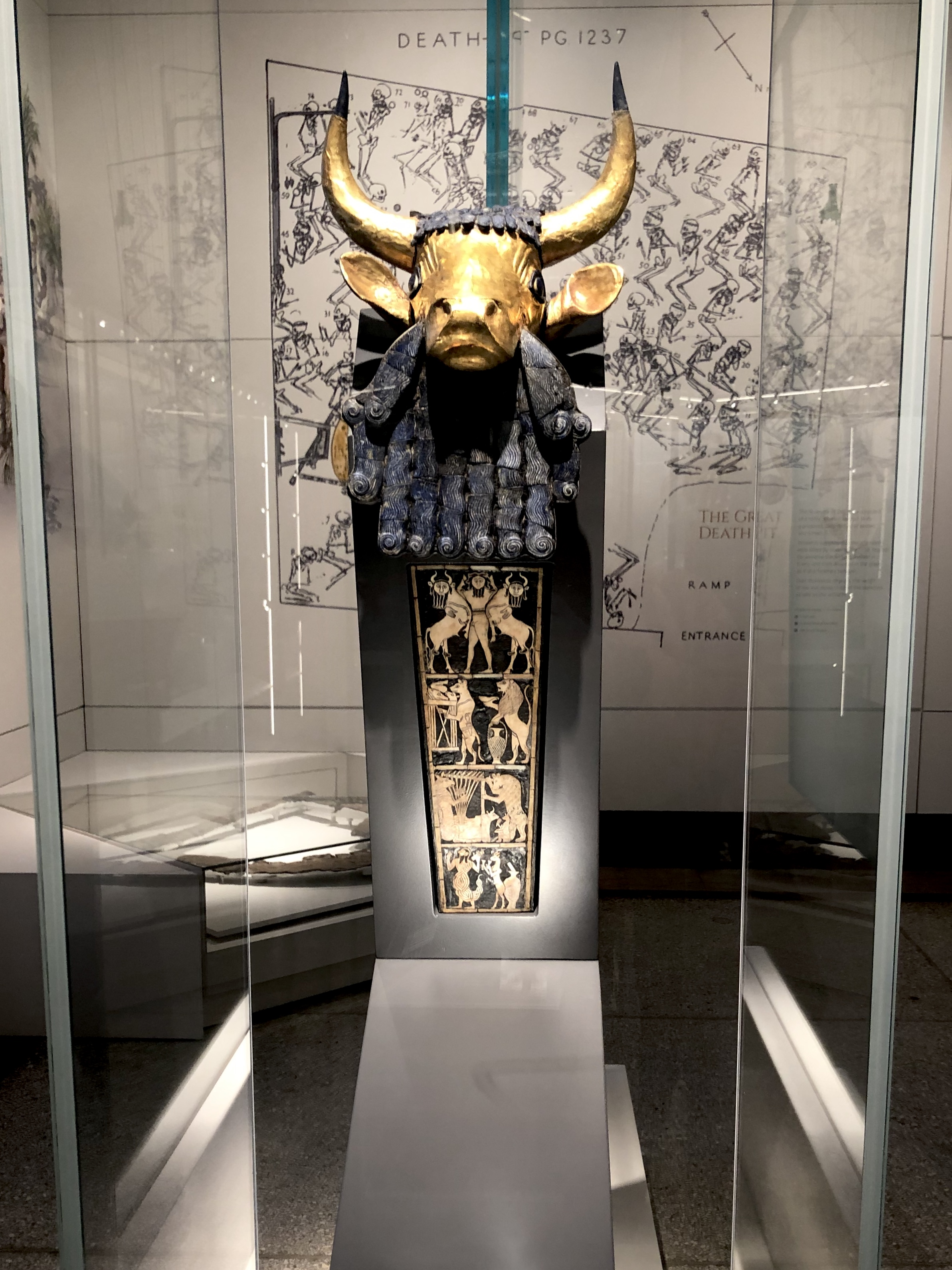
Лира Ура с головой быка, Ур, южная Месопотамия, Ирак. Музей археологии и антропологии Пенсильванского университета, Филадельфия
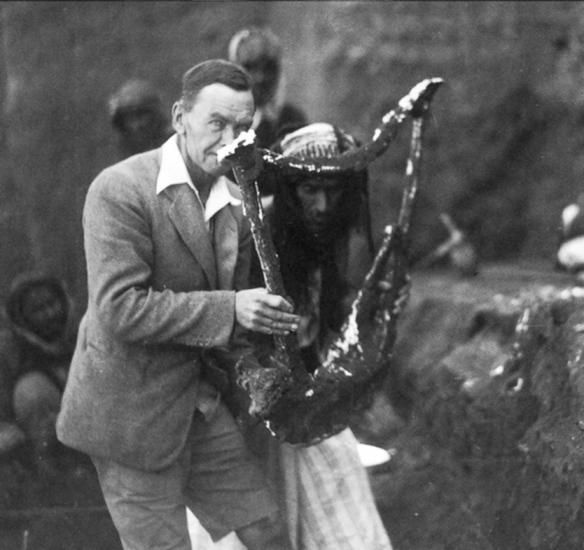
Леонард Вулли с затвердевшим гипсовым слепком лиры шумерской королевы, 1922 год